# Sans filtre
Pour plus de détails, voir Fiche technique et Distribution.
Sans filtre (Triangle of Sadness) est une comédie satirique suédo-franco-germano-britannico-américaine écrite et réalisée par Ruben Östlund, sortie en 2022.
Il s'agit du premier long métrage du réalisateur majoritairement tourné en anglais.
Il est présenté en compétition au Festival de Cannes 2022 et reçoit la Palme d'or. Il s'agit de la seconde décernée à Ruben Östlund, après The Square en 2017.

## Synopsis

### «I. Carl et Yaya»
Un couple de mannequins et influenceurs, Carl et Yaya, dîne au restaurant. Carl fait remarquer à Yaya qu'elle était censée payer la note. Yaya n'y attache aucune importance. Le ton monte, et Carl s'énerve en remarquant que dans un des seuls milieux sociaux où les femmes gagnent plus que les hommes, elle reproduit les stéréotypes de genre en trouvant normal qu'un homme paye le restaurant à une femme.

### «II. Le yacht»
Le couple se retrouve embarqué sur un navire de croisière de luxe, et découvre un monde de parvenus enrichis par la vente d'armes ou d'engrais, et où les femmes entretenues par les milliardaires tiennent un rôle décoratif. Le repas du capitaine, au milieu d'une tempête, tourne au happening : les uns après les autres, les croisiéristes vomissent le caviar et les poulpes caramélisés. Thomas, le capitaine, américain, marxiste et ivre, se lance dans une joute de blagues politiques avec Dimitry, le fabricant d'engrais, russe, capitaliste et ivre. Un assaut par des pirates fait sombrer le yacht.

### «III. L'île»
Une petite dizaine de rescapés se retrouvent sur une île semblant déserte. Milliardaires et mannequins ne sachant rien faire de leurs dix doigts, Abigail, la préposée aux WC du yacht s'autoproclame capitaine, puisque tous les autres dépendent d'elle pour trouver de la nourriture, faire du feu et cuisiner. Dimitry tente bien une conversion opportune au marxisme (« De chacun selon ses mérites à chacun selon ses besoins »), mais celle-ci laisse Abigail de marbre. Elle sanctionne Carl pour un manquement à la solidarité, mais use ensuite de son pouvoir pour en faire son larbin sexuel à l'intérieur du bateau de sauvetage. Alors qu'elle explore l'île avec Yaya en quête de nourriture, mais aussi pour la gagner, les deux femmes découvrent que l'île héberge un resort de luxe. Le retour à la civilisation signifierait pour Abigail la fin de l'inversion des statuts sociaux et à un retour à la situation précédente. Pour empêcher un tel dénouement, elle décide d'éliminer Yaya. Elle prétexte qu'elle a besoin d'uriner pour s'éclipser, se saisit d'une lourde pierre puis se rapproche doucement dans le dos de Yaya, qui est assise sur la plage en train de regarder la mer. Lorsqu'elle est sur le point de frapper Yaya, Abigail se met soudainement à sangloter. Alors qu'elle est en plein doute sur ses intentions, Carl accourt à toute vitesse dans la jungle, espérant éviter une tragédie.

## Fiche technique
Sauf indication contraire, les informations mentionnées dans cette section peuvent être confirmées par la base de données cinématographiques IMDb,  présente dans la section « Liens externes ».
- Titre original : Triangle of Sadness (litt. « Triangle de la tristesse »)
- Titre français : Sans filtre
- Réalisation et scénario : Ruben Östlund
- Direction artistique : Gabriel de Knoop et Daphne Koutra
- Décors : Josefin Åsberg
- Costumes : Sofie Krunegård
- Photographie : Fredrik Wenzel
- Montage : Mikel Cee Karlsson et Ruben Östlund
- Production : Philippe Bober et Erik Hemmendorff
  - Production déléguée : Brina Elizabeta Blaz, Alessandro Del Vigna, Dan Friedkin, Ryan Friedkin, Rose Garnett, Mike Goodridge, Micah Green, Andreas Roald, Jim Stark, Daniel Steinman, Bradley Thomas, Dan Wechsler et Jamal Zeinal Zade
  - Coproduction : Julio Chavezmontes, Per Damgaard Hansen, Giorgos Karnavas, Konstantinos Kontovrakis, Clemens Köstlin et Marina Perales Marhuenda
- Sociétés de production : 30West, Arte France Cinéma, BBC Films, Bord Cadre Films, Coproduction Office, Film i Väst, Heretic, Imperative Entertainment, Piano Films, Plattform Produktion, Sovereign Films, Sveriges Television (SVT) et Swedish Film Institute
- Société de distribution : SF Studios (Suède), Bac Films (France)
- Pays de production :  Suède,  France,  Allemagne,  Royaume-Uni,  États-Unis
- Langues originales : anglais (langue majoritaire), suédois, allemand, français, grec, tagalog et akan
- Format : couleur - 2,40:1 (une scène en 1,78:1) - Dolby Atmos
- Genre : comédie satirique
- Durée : 149 minutes
- Dates de sortie :
  - France : 21 mai 2022 (Festival de Cannes) ; 28 septembre 2022 (sortie nationale)
  - États-Unis : 7 octobre 2022
  - Suède : 7 octobre 2022
  - Allemagne : 13 octobre 2022
  - Royaume-Uni : 28 octobre 2022

## Distribution
- Harris Dickinson (VF : Alexandre Labarthe) : Carl
- Charlbi Dean (VF : Clara Ponsot) : Yaya
- Dolly de Leon (VF : Jade-Nadja Nguyen) : Abigail
- Zlatko Burić (VF : lui-même) : Dimitry
- Woody Harrelson (VF : Jean-Michel Fête) : le capitaine Thomas Smith
- Iris Berben : Therese
- Vicki Berlin (VF : Ludmila Ruoso) : Paula, commandante de bord
- Henrik Dorsin (VF : Jérôme Pouly) : Jormo Björkman
- Mia Benson (VF : Frédérique Cantrel) : la cliente qui se plaint des voiles sales
- Arvin Kananian : Darius, second du capitaine
- Jean-Christophe Folly (VF : lui-même) : Nelson, alias « Pirate »
- Amanda Walker (en) (VF : Colette Venhard) : Clementine, une cliente fortunée
- Oliver Ford Davies : Winston, le mari de Clementine, fabricant d'armes
- Carolina Gynning (VF : Nathalie Spitzer) : Ludmilla
- Sunnyi Melles (VF : elle-même) : Vera, une fortunée russe
- Alicia Eriksson : Alicia, une des hôtesses du yacht
- Thobias Thorwid : Lewis
- Camilla Läckberg : elle-même
  -  Version française réalisée chez Deluxe. Directeur artistique : Hervé Icovic, assistée de Ouahiba Djema. Adaptation : Pascal Strippoli et Nelson Calderón

 Source et légende : version française (VF) sur RS Doublage

## Production

### Genèse et développement
Le projet est annoncé dès juin 2017. Östlund s'inspire des discussions avec sa compagne, qui est photographe de mode. Le titre original, Triangle of Sadness, vient d'un terme utilisé en chirurgie esthétique pour désigner une ride entre les yeux. Une réplique y fait référence dans une séquence de casting au début du film.

### Attribution des rôles
En novembre 2020, il est annoncé que Woody Harrelson, Harris Dickinson, Charlbi Dean, Vicki Berlin, Dolly De Leon, Zlatko Buric, Iris Berben font partie de la distribution.

### Tournage
Le tournage a lieu sur une île grecque et sur le yacht Christina O. Le film est tourné tout le long de l'année 2020, la production étant interrompue un temps à cause de la pandémie de Covid-19.

### Source de l'inspiration du film
La trame de fond de Triangle of Sadness est très similaire à celle du film de Lina Wertmüller Vers un destin insolite sur les flots bleus de l'été. Cependant avec plus de personnages, une inversion des rôles homme/femme à la Overboard (2018) et une mise à jour des profils des protagonistes plus conformes à la « civilisation » de l'Internet. Du reste, Ruben Östlund a eu l'occasion d'affirmer s'être « […] inspiré de Luis Buñuel et de Lina Wertmüller ».

## Bande originale
| 1.  | Born Free                                     | M.I.A.                           | 4:13 |
| 2.  | Toccata et fugue en ré mineur                 | Jean-Sébastien Bach              |      |
| 3.  | New Noise                                     | Refused                          | 5:10 |
| 4.  | Lady (Hear Me Tonight)                        | Modjo                            | 5:06 |
| 5.  | Make Your Own                                 | Andreas Franck                   | 3:00 |
| 6.  | Once In a While                               | Michael Edwards, Bud Green       | 3:03 |
| 7.  | The Ocean                                     | Linnea Olsson                    | 4:15 |
| 8.  | Lush Life                                     | Billy Strayhorn                  | 3:30 |
| 9.  | Egyptian Fantasy                              | Vincent Peirani & Émile Parisien | 4:49 |
| 10. | Sonnerie de Sainte-Geneviève du Mont de Paris | Marin Marais                     | 8:00 |
| 11. | The Prayer                                    | Max Schultz                      |      |
| 12. | Flower Play                                   | Ernst August Quelle              | 3:05 |
| 13. | Quintette à cordes opus 11                    | Luigi Boccherini                 | 3:49 |
| 14. | L'Internationale                              | Eugène Pottier, Pierre Degeyter  | 4:00 |
| 15. | Tale of Two Girls                             | James Kenelm Clarke              | 2:55 |
| 16. | Life                                          | Des'ree                          | 3:29 |
| 17. | Marea (We've Lost Dancing)                    | Fred Again & The Blessed Madonna | 4:45 |

## Accueil

### Accueil critique
En France, le site Allociné donne une moyenne de 3,2⁄5, à partir de l'interprétation de 40 critiques de presse. Le site Rotten Tomatoes donne une note de 74 % pour 122 critiques. Le site Metacritic donne une note de 62⁄100 pour 39 critiques.
Les critiques tendent plutôt à être favorables pour cette comédie satirique. Pour Le Parisien, « Palme d’or à Cannes, le film de Ruben Östlund rentre dans le lard du politiquement correct à l’aide de dialogues et situations féroces. Et ce tout en soignant la mise en scène : avec Östlund, on a toujours droit à du grand cinéma ». Son supplément Le Parisien Week-end apporte une autre critique et parle d'une « comédie délirante […] une fable déconcertante […] un film inclassable […] vivement recommandé ».
Pour Christophe Caron dans La Voix du Nord, le cinéaste « conçoit une charge ultra-virulente contre les riches. Facile mais efficace ». La critique estime que le « tout est exagérément étiré (deux heures trente !), sans doute facilement cathartique, mais le jeu de massacre est suffisamment radical et décapant pour qu’on monte à bord. ».
Dans Le Figaro, Éric Neuhoff estime que le film est tout simplement « savoureux » : « Feu sur le politiquement correct. Haro sur le fric roi. Assez de la tyrannie des apparences. Sa caméra est un lance-flammes. Cette bataille navale réjouit, décoiffe. Le malaise s’installe. ».
Gérard Crespo, pour le site avoir-alire.com, écrit : « Aussi puissant que The Square (précédente réalisation du cinéaste), et encore plus corrosif, Sans filtre est un récit étrange et jubilatoire, grand moment de cinéma et d’humour féroce. ».
Dans le JDD, le film a droit à deux avis divergents. La critique positive salue la « transgression en toute impunité [qui] engendre des rires cathartiques par son humour à multiples facettes », bien qu'il reconnaisse « quelques longueurs », ce sur quoi la critique négative le rejoint. Pour cette dernière, le film est « prévisible », « indigeste », « le palmé suédois se complaît dans une caricature satisfaite de notre époque bouffée par les apparences, la veulerie et les inégalités, engrais mortifères du capitalisme ».
Sur le site Écran Large, Alexandre Janowiak s'est laissé convaincre par la Palme d'or et « la foire au n'importe quoi ». La plus grande force du réalisateur est alors d'avoir la « capacité à mener son récit n'importe où, n'importe quand, n'importe comment, surprenant en permanence les spectateurs ». Le site termine sa critique ainsi : « Sans filtre est un éloge du chaos. Un délire grossier et impertinent démantelant la société, explosant les hiérarchies et détruisant tout le monde dans une folie jubilatoire totalement anarchique. ».
Pour le site Critikat, Corentin Lê est favorable au résultat du film et considère que si le cinéaste « confirme de film en film un véritable savoir-faire comique, Östlund est surtout en train de passer maître dans l’art de nager dans la fange » (en référence à la très grande présence d'allégorie des matières fécales et du vomi).
Pour Gael Golhen dans Première, la séance dans les salles obscures donne un rendu plus négatif : « Sans idéal de recours, Sans filtre finit par ronronner de son propre rictus et ses charges explosives s’étoufferaient presque dans leur propres inanités (la fin du film est d’ailleurs la partie la plus faible). ». Du côté des Inrockuptibles, Murielle Joudet écrit : « le cinéaste suédois dégaine une redoutable machine à flatter son public, travestie en fable faussement subversive ». L'Obs apporte une double critique : la première de François Forestier, avec trois étoiles sur quatre, décrit le film comme « déconcertant et poilant ». La seconde de Nicolas Schaller ne donne aucune étoile, acte expliqué par le scénario « pénible » pour un « film peu comique, formellement aussi creux et lisse que ses personnages ».

### Box-office
Pour son premier jour d'exploitation en France, Sans filtre réalise 36 565 entrées, dont 16 425 en avant-première pour 341 copies. Ce chiffre permet à la comédie satirique de figurer en seconde place du classement des nouveautés du jour, derrière la comédie française Jumeaux mais pas trop (46 253) et devant le thriller d'épouvante-horreur Smile (32 859). Après une première semaine d'exploitation en France, le long-métrage réalise 179 786 entrées cumulées, pour une quatrième place au box-office, derrière Jumeaux mais pas trop (210 444) et devant Une belle course (117 217).
Au bout de sa seconde semaine d'exploitation, Sans filtre perd deux places avec 105 276 entrées supplémentaires, derrière Jumeaux mais pas trop (112 870) et devant The Woman King (81 836). En troisième semaine, le film fait 87 139 entrées supplémentaires, passant de la sixième à la neuvième place.
| Pays ou région | Box-office      | Date d'arrêt du box-office | Nombre de semaines |
| -------------- | --------------- | -------------------------- | ------------------ |
| Suède          | -               | -                          | -                  |
| France         | 569 712 entrées | 24 janvier 2023            | 17                 |
| Total mondial  | 26 058 059 $    | -                          | -                  |

## Distinctions

### Récompenses
- Festival de Cannes 2022 : 
  - Palme d'or
  - Prix de l'AFCAE
  - Prix CST de l'artiste technicien : l'ensemble de l'équipe son
- Prix du cinéma européen 2022 : 
  - Meilleur film
  - Meilleure réalisation
  - Meilleur acteur pour Zlatko Burić
  - Meilleur scénariste

### Nominations
- Golden Globes 2023 : 
  - Meilleur film musical ou comédie
  - Meilleure actrice dans un second rôle pour Dolly de Leon
- Oscars 2023 :
  - Meilleur film
  - Meilleure réalisation
  - Meilleur scénario original
- César 2023 : meilleur film étranger

### Sélections
- Festival du film de Sarajevo 2022 : film d'ouverture, hors compétition
- Festival international du film de Toronto 2022 : section « Special Presentation »
- Festival du cinéma américain de Deauville 2022 : section « L'Heure de la Croisette »